# Forze armate della Federazione Russa
Le Forze armate della Federazione Russa (in russo Вооружённые силы Российской Федерации?, Vooružënnye sily Rossijskoj Federacii) sono costituite da tre rami di servizio principali, le Forze terrestri, la Marina militare e le Forze Aerospaziali e due rami di servizio indipendenti, le Forze missilistiche strategiche e le Truppe aviotrasportate.
Istituite nel 1992, hanno rilevato la maggior parte dell'eredità materiale e giuridica delle Forze armate sovietiche.
In termini di personale in servizio attivo, sono la quarta forza militare più grande del mondo, con 1,320 milioni di uomini e almeno 2 milioni di riservisti. Secondo la CIA, "la Russia prevede di espandere il suo personale attivo a 1,5 milioni entro il 2026, il che la renderà la terza più grande al mondo, dopo Cina e India".
Nel 2023, la Russia ha registrato la terza spesa militare più alta al mondo, assegnando all'esercito un budget di circa 86,4 miliardi di dollari, circa un decimo rispetto alla spesa militare americana. Le forze armate russe detengono la più grande riserva mondiale di armi nucleari, e possiedono la seconda flotta mondiale di sottomarini con missili balistici; sono anche uno dei soli tre eserciti nazionali, insieme a quelli di Stati Uniti e Cina, ad utilizzare bombardieri strategici. Con alcune eccezioni, la legge russa impone un anno di servizio militare per tutti i cittadini maschi di età compresa tra 18 e 30 anni.
Il Comandante in capo è il Presidente della Federazione Russa, carica ricoperta, al 2025, da Vladimir Putin. Al 2025, la carica di Ministro della difesa è ricoperta dal generale d'armata Andrej Belousov mentre la carica di Capo di Stato maggiore generale è ricoperta dal generale Valerij Gerasimov.
Il fucile d'ordinanza è l'AK-74M, anche se a partire dal 2017 ne è stata pianificata la sostituzione con gli AK-12 ed AK-15.
Direttamente controllate dal Consiglio di Sicurezza, le Forze Armate russe fanno parte dei servizi di difesa del Paese secondo la legge russa, e adempiono a questa funzione insieme alla Guardia di frontiera del Servizio Federale di Sicurezza, alla Guardia Nazionale, al Ministero degli Affari Interni, al Servizio federale di protezione (FSO), il Servizio informazioni Estero (SVR) e il Ministero per Situazioni di Emergenza.

## Storia

### Anni '90
L'Unione Sovietica si sciolse ufficialmente il 25 dicembre 1991. Nell'anno successivo fallirono vari tentativi di mantenerne l'unità delle forze armate e trasformarle nell'esercito della Comunità degli Stati Indipendenti (CSI). Nel corso del tempo, alcune unità di stanza nelle nuove repubbliche indipendenti giurarono fedeltà ai loro nuovi governi nazionali, mentre una serie di trattati tra i nuovi stati divisero le risorse militari.
A parte l’assunzione del controllo del grosso delle ex truppe interne sovietiche e delle truppe di frontiera del KGB, apparentemente l’unica mossa di militare fatta dal nuovo governo russo prima del marzo 1992 prevedeva l’annuncio dell’istituzione di una Guardia Nazionale.
Fino al 1995 si prevedeva di formare almeno 11 brigate da 3.000 a 5.000 ciascuna, per un totale non superiore a 100.000. Le unità militari della Guardia Nazionale dovevano essere schierate in 10 regioni, tra cui Mosca, e una serie di altre importanti città e regioni. Nella sola Mosca 15.000 membri del personale hanno espresso il desiderio di prestare servizio nel nuovo esercito russo, per lo più ex militari delle forze armate sovietiche. Alla fine, il presidente El'cin presentò un decreto "Sulla posizione temporanea della guardia russa", ma questo non fu messo in pratica.
Dopo la firma degli accordi di Belaveza il 21 dicembre 1991, i paesi della neonata CSI firmarono un protocollo sulla nomina temporanea del maresciallo dell'aviazione Evgenij Šapošnikov a ministro della difesa e comandante delle forze armate nel loro territorio, comprese le forze nucleari strategiche. Il 14 febbraio 1992 Šapošnikov divenne formalmente il comandante supremo delle forze armate della CSI. Il 7 maggio 1992, Boris El'cin firmò un decreto che istituiva le forze armate e El'cin assunse le funzioni di comandante supremo.
Nel maggio 1992, il colonnello generale Pavel Gračëv divenne ministro della Difesa e, assumendo l'incarico, fu il primo generale d'armata russo ad essere nominato. Tra l'agosto ed il dicembre 1993 le strutture militari della CSI erano diventate strutture di cooperazione militare, perdendo ogni reale influenza.
Negli anni successivi, le forze russe si ritirarono dall’Europa centrale e orientale, così come da alcune repubbliche post-sovietiche. Mentre nella maggior parte dei luoghi il ritiro avvenne senza problemi, le forze armate russe rimasero in alcune aree contese come la base navale di Sebastopoli in Crimea, nonché in Abcasia, Ossezia del Sud e in Transnistria. Le Forze Armate hanno diverse basi all'estero, soprattutto sul territorio delle ex Repubbliche Sovietiche.

### Anni 2010
Attuata la terza fase del piano di riforma voluto dalla presidenza della federazione, inizia la consegna seriale di numerosi sistemi d'arma.
In seguito ai fatti del 2014 nella penisola di Crimea, tali consegne subiscono un rallentamento dovuto all'applicazione di sanzioni economiche da parte della comunità internazionale relative alla fornitura di apparecchiature elettroniche, propulsori ed ulteriori componenti di fabbricazione estera. Viene avviato a livello federale, il programma di sostituzione di tali componentistiche con equivalenti di fabbricazione domestica.
Il 1º ottobre 2015, è dato avvio alle operazioni russe in territorio siriano a supporto del governo di Damasco contro lo Stato Islamico e nel corso delle quali prendono parte tutti i corpi delle forze armate.
Nel 2017, il porto siriano di Tartus viene ceduto in leasing alla Federazione Russa per 49 anni e per il suo ampliamento ed adeguamento sono stanziati fino a 500 milioni di dollari. Allo stesso modo, anche la base aerea di Chmejmim, quartier generale del distaccamento delle forze aeree russe in Siria, viene ceduta in leasing per 49 anni ed ulteriormente ingrandita e riequipaggiata negli anni successivi fino a renderla idonea per i velivoli dell'aviazione a lungo raggio.
Nel 2019 viene conseguito, come preventivato, un tasso di modernizzazione dei sistemi d'arma consegnati alle truppe non inferiore al 70%.

### Anni 2020
Nel 2020 sono pubblicati nuovi piani di espansione dell'influenza russa nel continente africano. La Russia ha raggiunto accordi per l'apertura di basi militari russe all'interno dei confini dei seguenti paesi: Sudan, Eritrea, Madagascar, Egitto, Repubblica Centrafricana, Mozambico.
A seguito dell'aumento della pressione politico-militare sui confini occidentali, aumenta il ritmo di ammodernamento dell'equipaggiamento delle truppe. L'attenzione è maggiormente rivolta al riarmo delle truppe dedite alla difesa aerea ed antimissile (in particolare anti-balistica) nei cui ranghi è stata dichiarata dal dicastero russo la volontà di raggiungere, tra il 2025-27, un tasso di modernizzazione dei sistemi d'arma non inferiore all'80%.
Nel 2021 in occasione della pubblicazione del rapporto di fine anno delle performance conseguite, il ministro della difesa ha dichiarato che il tasso di ammodernamento delle forze armate si attesta al 71,2% mentre nelle forze nucleari strategiche è pari all'89%. Il tasso di prontezza al combattimento dei mezzi e dei sistemi d'arma è mantenuto al 95% in tutti i corpi delle forze armate.

## Organizzazione
Il ruolo dello Stato Maggiore (STAVKA) è ridotto a reparto del Ministero per la Pianificazione Strategica, sebbene il Ministro stia guadagnando Autorità di comando. Il ministero della difesa ha il ruolo di amministrazione centrale dell'apparato militare.
Altri dipartimenti includono la direzione principale per le informazioni militari, la direzione del personale e il supporto logistico delle forze armate russe, delle truppe ferroviarie, delle truppe di trasmissione e delle truppe edili. Il Ministero della Difesa ha incorporato la Direzione principale della Polizia militare dal 1º dicembre 2012. La Direzione principale della Polizia militare sovrintende le direzioni regionali della polizia militare nei singoli distretti militari.
Nel luglio 2018 è stata creata la Direzione principale politico-militare delle Forze armate russe, ripristinando la responsabilità della formazione ideologica che era stata precedentemente abolita.
I posti di comando per lo Stato Maggiore e il Presidente, secondo Globalsecurity.org sono Čechov/Šarypovo approssimativamente a 80 chilometri a sud di Mosca, Čaadaevka Penza vicino a Voronovo a Mosca, una base a Lipeck e il monte Jamantau negli Urali. I posti di comando per il comando nazionale delle Forze Strategiche Missilistiche sono a Kuncevo a Mosca (primario) e nel monte Kos'vinskij negli Urali (alternativo). Molti dei bunker di Mosca sono collegati tra loro dalla linea speciale numero 2 della metropolitana di Mosca.

### Rami di servizio
Le forze armate russe sono suddivise come segue:
I tre rami principali delle Forze Armate: Forze terrestri, Marina militare e Forze Aerospaziali le quali comprendono anche le forze di difesa aerea, l'Aeronautica Militare e le Forze spaziali.
I due rami con comandi separati: Forze Missilistiche Strategiche e le Truppe aviotrasportate.
Forze speciali
Forze Ausiliarie di Supporto che comprendono la sanità militare, il vettovagliamento e il genio ferrovieri.
Ci sono inoltre due ulteriori rami delle truppe separati, la Guardia Nazionale e il Servizio di Frontiera. Queste mantengono lo status giuridico di “Forze Armate”, pur non rientrando nella giurisdizione dello Stato Maggiore delle Forze Armate della Federazione Russa. La Guardia Nazionale è formata sulla base delle ex truppe interne della Russia. La nuova struttura è stata staccata dal Ministero degli Affari Interni in un'agenzia separata, direttamente subordinata al Presidente della Russia. Il Servizio di Frontiera è un'organizzazione paramilitare del Servizio di Sicurezza Federale, la principale agenzia di intelligence interna del Paese. Entrambe le organizzazioni hanno compiti significativi in tempo di guerra oltre alle principali attività in tempo di pace e gestiscono le proprie unità terrestri, aeree e marittime.
Le Forze della Difesa Aerea, in precedenza indipendenti e note come Vojska PVO sono state unificate con l'aeronautica militare nel 1998, il 1º agosto 2015 le forze spaziali sono state unificate con l'aeronautica.

Distretto militare di Mosca
Distretto militare meridionale
Distretto militare di Leningrado
Distretto militare centrale
Distretto militare orientale

     Distretto militare di Mosca
     Distretto militare meridionale
     Distretto militare di Leningrado
     Distretto militare centrale
     Distretto militare orientale

### Esercito

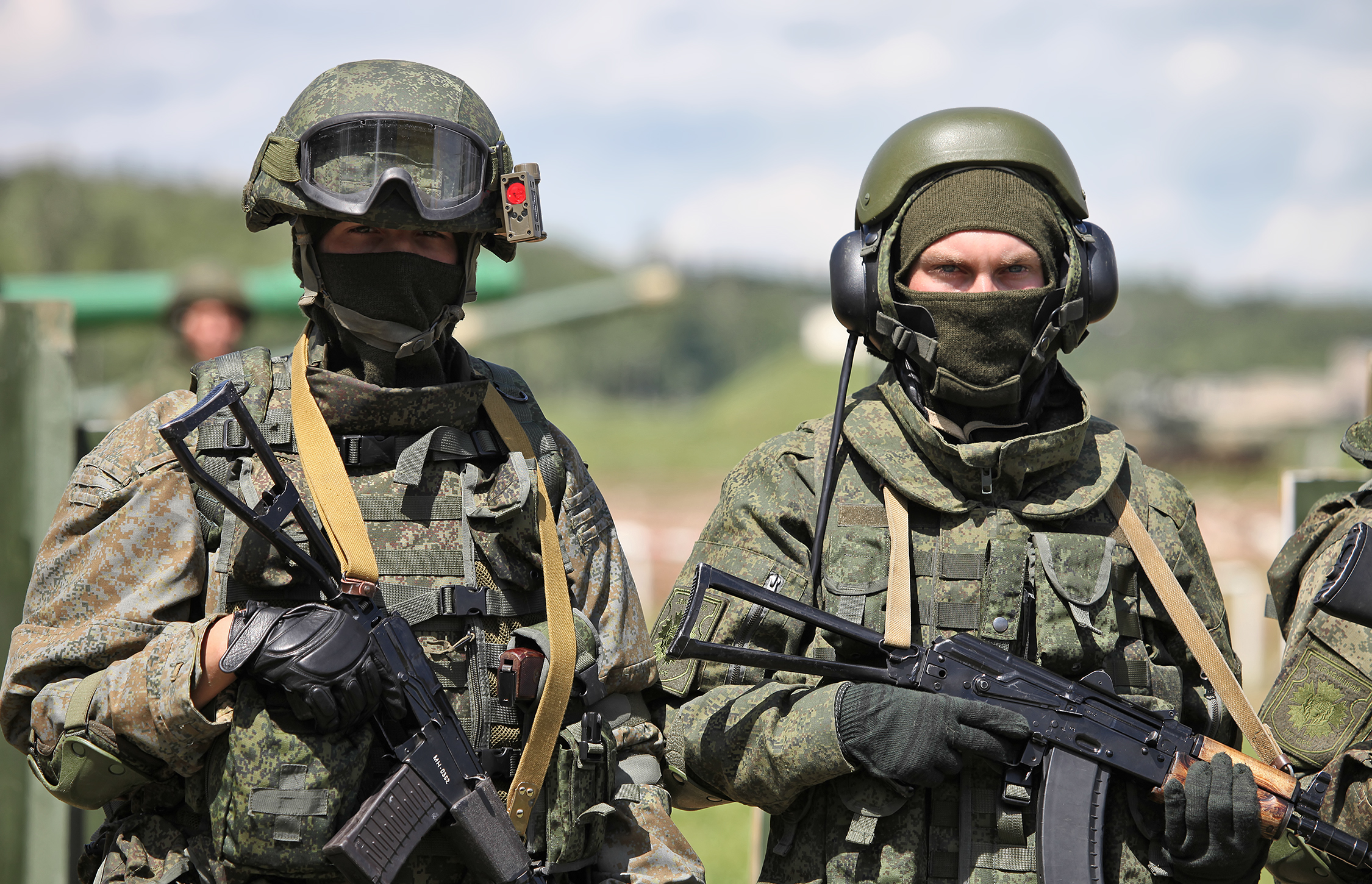
Sistema di combattimento della fanteria Ratnik in variante di ricognizione e kit di protezione individuale dell'equipaggio AFV Ratnik-ZK

Le forze dell'esercito sono composte da circa 550.000 soldati. Il quartier generale è a Mosca.
Al 26 febbraio 2024 risultano cinque distretti militari:
- Distretto militare di Mosca: quartier generale a Mosca. Questo distretto era stato precedentemente sciolto nel 2010 ed incorporato nel distretto militare occidentale, ma nel 2024 è stato ristabilito con decreto presidenziale.[26] Il distretto comprende le oblast' di Belgorod, Brjansk, Vladimir, Voronež, Ivanovo, Kaluga, Kostroma, Kursk, Lipeck, Mosca, Nižnij Novgorod, Orël, Rjazan', Smolensk, Tambov, Tver', Tula e Jaroslavl', nonché la città federale di Mosca. Ricadono sotto la giurisdizione di questo di distretto 1ª armata corazzata delle guardie e la 20ª armata combinata delle guardie.
- Distretto militare di Leningrado: quartier generale a San Pietroburgo. Così come il distretto militare di Mosca era stato precedentemente sciolto nel 2010 ed incorporato nel distretto militare occidentale, ma nel 2024 è stato ristabilito con decreto presidenziale, inglobando inoltre il Comando strategico congiunto della flotta del Nord.[26] Il distretto comprende le oblast' di Arcangelo, Vologda, Kaliningrad, Leningrado, Murmansk, Novgorod e Pskov, le repubbliche di Carelia e di Komi, il circondario autonomo dei Nenec e la città federale di San Pietroburgo. Ricadono sotto la giurisdizione di questo di distretto la 6ª armata combinata delle guardie l'11º, il 14º e il 44º corpo d'armata.
- Distretto militare meridionale: quartier generale a Rostov sul Don. Il distretto è stato creato nel 2010.[27] Il distretto comprende le oblast' di Astrachan', Volgograd e Rostov, le repubbliche di Adighezia, Daghestan, Inguscezia, Cabardino-Balcaria, Calmucchia, Karačaj-Circassia, Ossezia del Nord, Cecenia ed i territori di Krasnodar e Stavropol', fanno inoltre parte del distretto i territori contesi con l'Ucraina: le oblast' di Cherson, di Zaporižžja, le repubbliche popolari di Doneck e Lugansk nonché la Crimea e la città federale di Sebastopoli.[28] Ricadono sotto la giurisdizione di questo distretto la 3ª, la 8ª, la 18ª la 49ª, la 51ª e la 58ª armate combinate. In totale, i militari del distretto sono oltre 100.000, con circa 2.800 tra carri armati e mezzi blindati. Tali forze sono inquadrate in quattro divisioni (una di paracadutisti e tre motorizzate) e dieci brigate (due di artiglieria, due motorizzate, due missilistiche, tre della difesa aerea ed una di forze speciali), oltre a varie unità minori. Gran parte di queste unità ha preso parte alla guerra in Cecenia.
- Distretto militare centrale: quartier generale ad Ekaterinburg. Il distretto comprende le oblast' di Čeljabinsk, Irkutsk, Kemerovo, Kirov, Kurgan, Novosibirsk, Omsk, Orenburg, Penza, Samara, Saratov, Sverdlovsk, Tomsk, Tjumen', Ul'janovsk, le repubbliche dell'Altaj, di Baschiria, di Ciuvascia, di Chakassia, dei Mari, di Mordovia, di Tatarstan e di Tuva, i territori di Krasnojarsk, Perm', Altaj, e i circondari autonomi di Chanty-Mansi e di Jamalo-Nenec. Ricadono sotto la giurisdizione del distretto la 2ª, la 25ª ,la 41ª Armate Combinate e il 3º Corpo d'Armata. In totale, le forze del distretto ammontano ad oltre 30.000 soldati e circa 1.200 tra carri armati e mezzi blindati. Tali forze sono inquadrate in tre divisioni (due motorizzate ed una corazzata), nove brigate (tre di artiglieria, una motorizzata, una di paracadutisti, due missilistiche, una della difesa aerea ed una di forze speciali) ed in altre unità minori. Anche in questo caso, molte unità hanno preso parte al conflitto ceceno.
- Distretto militare orientale: quartier generale a Chabarovsk. Il distretto comprende le oblast' dell'Amur, Magadan, Sachalin, i territori di Chabarovsk, della Kamčatka, del Litorale, della Transbajkalia, dalle repubbliche di Buriazia e di Sacha dal circondario autonomo della Čukotka e dall'Oblast' autonoma ebraica. Ricadono sotto la giurisdizione del distretto la 5ª, la 29ª, la 35ª e la 36ª Armata e il 68º corpo d'armata. Risulta dotata di oltre 4.500 carri armati.

### Marina Militare

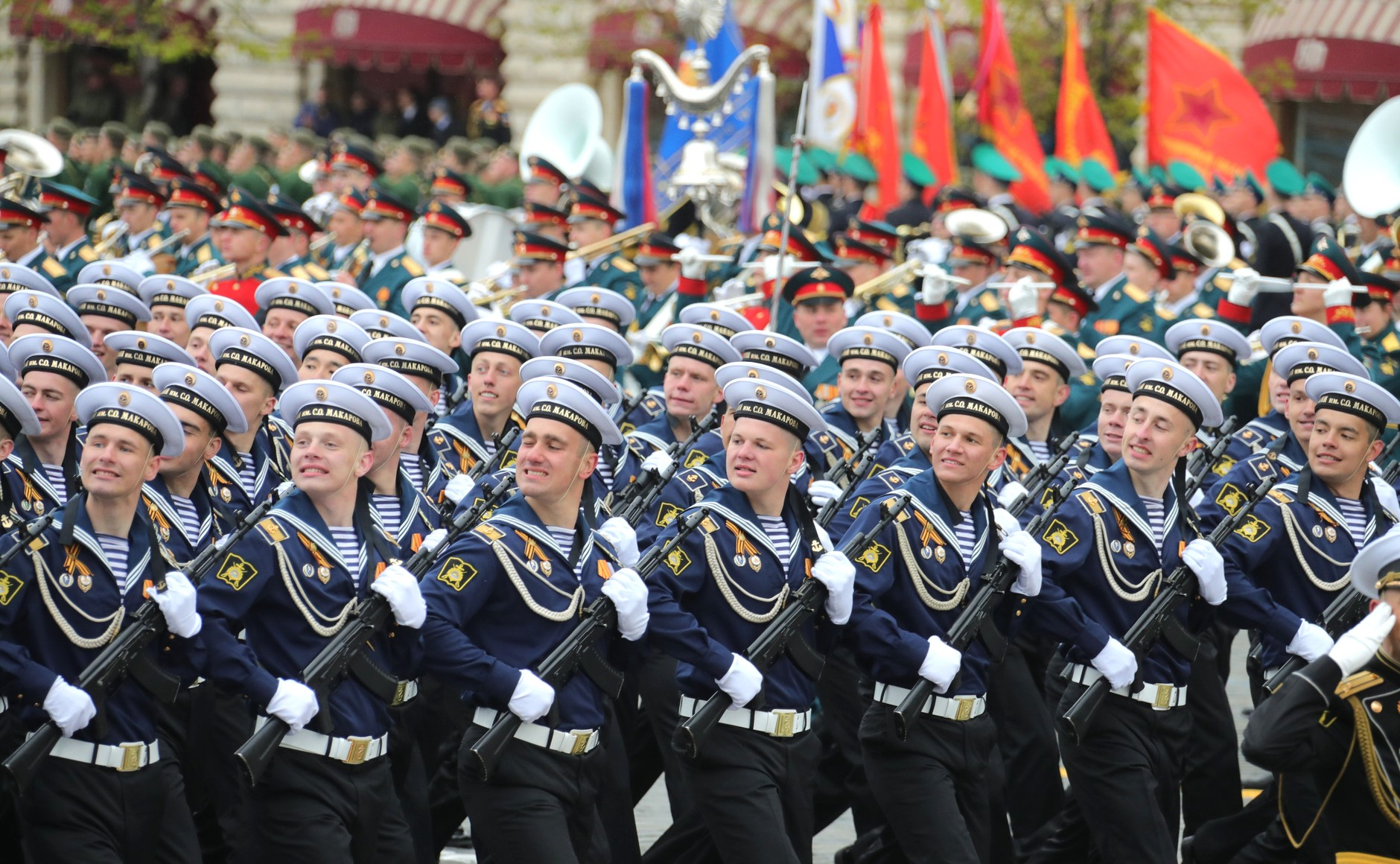
Marinai nella parata militare della Vittoria sulla Piazza Rossa a Mosca il 09/05/2017.

La Marina militare risulta suddivisa in quattro flotte ed una flottiglia. Composta da circa 160.000 uomini (2000), con circa 850 navi (incluse quelle d'appoggio).
Al momento il comandante in capo della marina militare è l'ammiraglio Aleksandr Moiseev.
- Flotta del Baltico (quartier generale a Baltijsk nell'enclave dell'Oblast di Kaliningrad).

Comprende mezzi di superficie e subacquei, con base principale a Kaliningrad, difesa da una brigata di fanteria di marina; basi secondarie Kronstadt, la storica base navale vicino a San Pietroburgo, e Baltijsk.
- Flotta del Nord (quartier generale a Severomorsk).

Basata sui vari porti del Mar Bianco, tra cui Murmansk e Severodvinsk. Un'altra importante infrastruttura basata nell'interno della penisola di Kola è la stazione radio ELF (Extremely low frequency) Zevs (Zeus), che trasmette segnali in codice per i SSBN, visto che i suoi segnali possono arrivare alla profondità di 200-300 metri. Comprende una nutrita flotta di superficie, tra cui l'incrociatore da battaglia a propulsione nucleare Pëtr Velikij (Pietro il Grande) della classe Kirov e la portaerei Admiral Kucnezov, l'unica in dotazione alla marina Russa. Inoltre, comprende anche una quindicina di sottomarini nucleari d'attacco (SSN) delle classi Akula, Victor III, Sierra, cinque sottomarini convenzionali Kilo, oltre ad un paio di SSGN della classe Oscar II (alla quale apparteneva il Kursk). Vi sono anche una decina di sottomarini lanciamissili balistici delle classi Delta III e IV e Typhoon. Dipendono dalla Flotta del Nord anche alcuni reggimenti dell'Aviazione di Marina, dotati di Tupolev Tu-22M Backfire, di Tupolev Tu-16 Badger nelle versioni antinave (radiati o prossimi alla radiazione) e jammer (guerra elettronica), oltre che di ricognitori strategici Tupolev Tu-95 e Ilyushin Il-38 May antisommergibile, basati sugli aeroporti intorno a Murmansk, tra cui Umbozero e Babozero. Si tratta di una delle due principali flotte della marina russa (l'altra è quella del Pacifico).
- Flotta del Pacifico (quartier generale a Vladivostok).

Ha come altro porto importante Petropavlovsk-Kamčatskij. Comprende mezzi di superficie e sottomarini, tra i quali quattro SSBN Delta III, vari sottomarini nucleari d'attacco classe Akula (anche dotati di missili da crociera), ed SSGN della classe Oscar II. Inoltre, è previsto che l'incrociatore da battaglia missilistico Admiral Nachimov (appartenente alla classe Kirov), attualmente in fase di aggiornamento e riparazione a Severodvinsk, sia assegnato alla Flotta del Pacifico. In effetti, le enormi distanze non permettono una agevole gestione della flotta del Pacifico, e si è parlato anche di un suo scioglimento in passato.
- Flotta del Mar Nero (quartier generale a Sebastopoli). Nel 2005 il governo ucraino ha firmato un accordo per l'affitto alla Russia di aree per l'installazione di basi militari nella vicinanza di Sebastopoli (Sevastopol') (attualmente unica città al mondo ad essere sede di due flotte militari di due Paesi diversi) con durata fino al 2017. In tutti i modi, una nuova base navale è in costruzione a Novorossijsk. In seguito alla spartizione della vecchia flotta sovietica del 1997 tra Russia ed Ucraina, ha subito un notevole ridimensionamento dal punto di vista numerico.
- Flottiglia del Caspio (quartier generale ad Astrachan'). Composta da neanche un centinaio di unità (comprese quelle per compiti di appoggio), è in fase di riequipaggiamento. Non vi sono sottomarini.

Vi è anche la Regione Speciale di Kaliningrad, alle dipendenze del comandante della Flotta del Baltico che ha un quartier generale per le forze di terra precedentemente noto come 11ª Armata Guardie, con una divisione di fucilieri meccanizzata, una brigata di fucilieri meccanizzata e un reggimento di aviazione da caccia basato su Sukhoi Su-27 Flanker ed altre forze. La Federazione russa dispone inoltre anche della Guardia Costiera.
Alle dipendenze della marina russa vi è anche l'aviazione navale (Aviacija Voenno-Morskogo Flota) ed il Corpo della Fanteria di Marina.

### Forze Aerospaziali

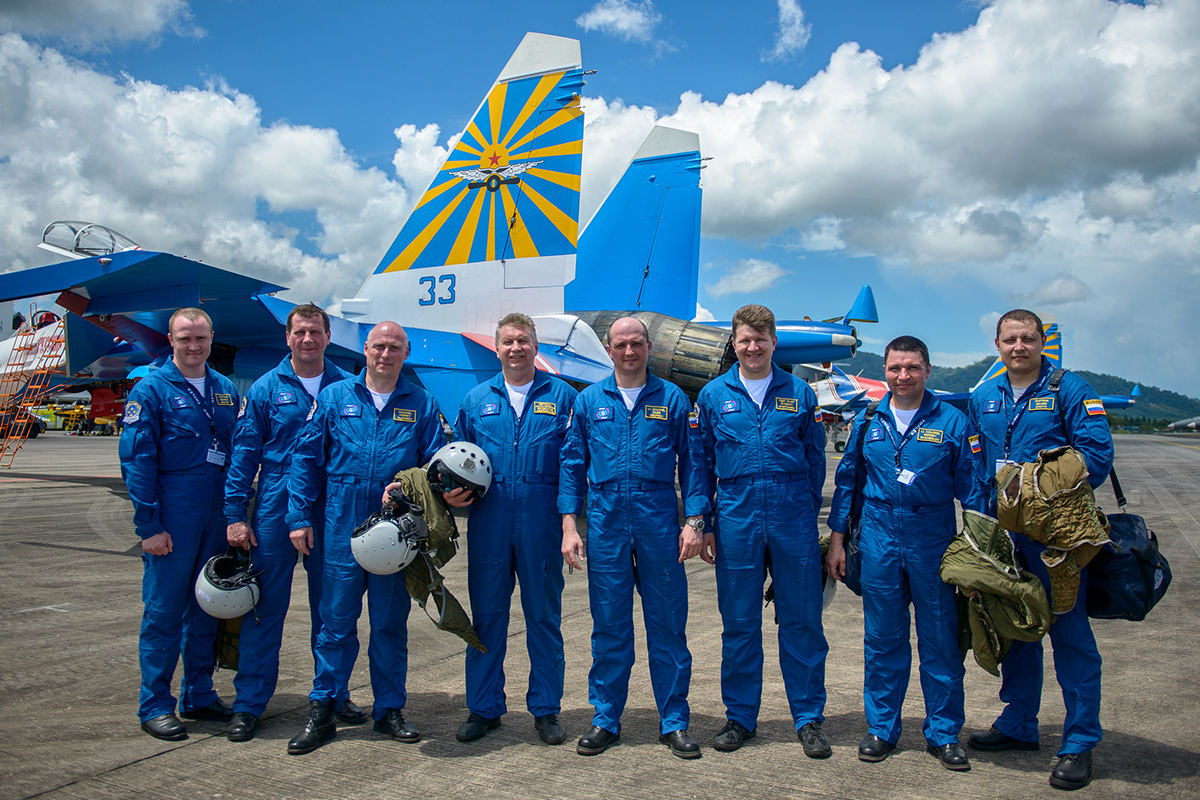
Team di dimostrazione acrobatica "Cavalieri Russi" all'apertura della mostra internazionale LIMA'2017. Malesia, 21 marzo 2017

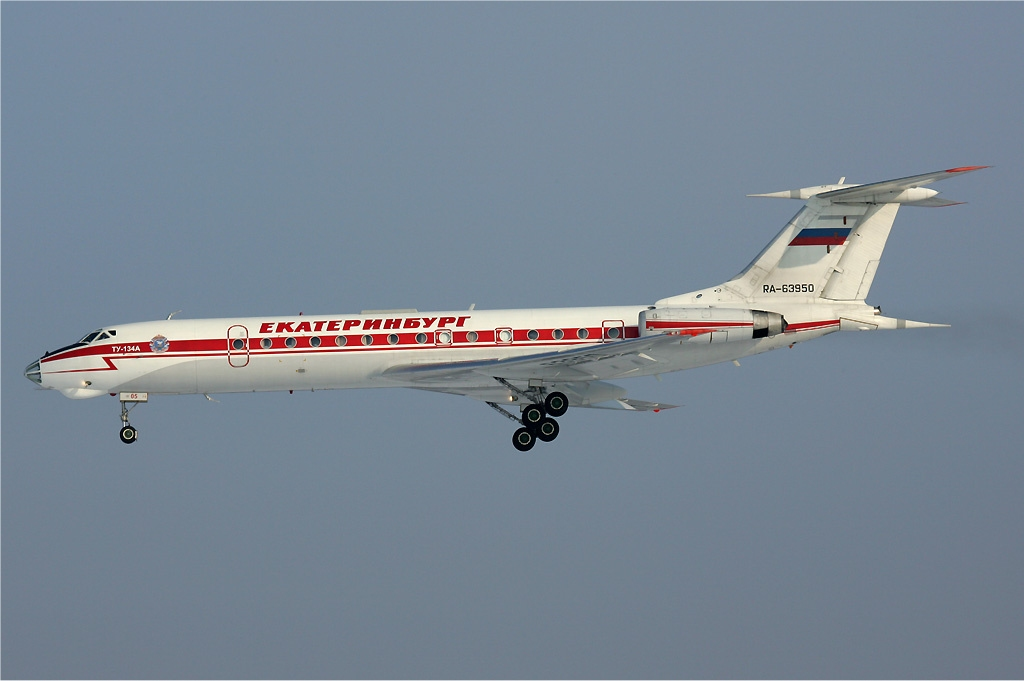
Tupolev Tu-134A "Ekaterinburg" della 5ª Armata aerea.

Dopo la dissoluzione dell'Unione Sovietica in quindici Repubbliche nel 1991, gli uomini ed i mezzi facenti parte dell'Aviazione Militare sono stati suddivisi tra i nuovi Stati. La Russia ha ricevuto la maggioranza di queste forze, approssimativamente il 40% del materiale ed il 65% del personale. Le forze aerospaziali sono state istituite nel 2015 per decreto ministeriale dalla fusione dell'Aeronautica militare con le Forze di difesa aerospaziale e le Forze spaziali. Secondo il sito russo warfare.ru le forze aeree possono contare su più di 4.000 mezzi, tra bombardieri, caccia ed elicotteri.
Al momento il comandante in capo delle forze aerospaziali è il colonnello generale Viktor Afzalov.
Le Forze aerospaziali russe sono composte da tre corpi specializzati:
- Aeronautica militare (Voenno-vozdušnye sily)
- Forze di difesa aerospaziale (Vojska vozdušno-kosmičeskoj oborony)
- Forze spaziali (Kosmičeskie vojska)

Per quanto riguarda l'organizzazione, il quartier generale è a Mosca.
L'aeronautica risulta così divisa:
4 armate aeree regionali:
- 4ª Armata aerea, con quartier generale a Rostov sul Don;
- 6ª Armata aerea, con quartier generale a San Pietroburgo:
- 11ª Armata aerea, con quartier generale a Chabarovsk;
- 14ª Armata aerea, con quartier generale a Ekaterinburg;
- 45ª Armata aerea, con quartier generale a Severomorsk;

3 con compiti operativi più “specifici”:
- 61ª Armata aerea da trasporto: con quartier generale a Mosca, è equipaggiata principalmente con aerei cargo Il-76. Si occupa del trasporto strategico nell'ambito delle forze aeree della Federazione Russa.
- 37ª Armata aerea strategica: con quartier generale ad Ėngel's, questa unità raggruppa tutti i bombardieri strategici della VVS.
- Forza aerea C3: con quartier generale a Mosca, comprende unità sperimentali, si occupa del trasporto presidenziale (o comunque di alte personalità) e raggruppa gli aerei radar A50 (equivalenti russi degli AWACS).

Le Forze di difesa aerea sono così divise:
- 1ª Armata aerea e di Difesa Anti-Missilistica Balistici, con quartier generarale a Balašicha;
- 4ª Divisione aerea, con quartier generale a Dolgoprudnyj;
- 5ª Divisione aerea, con quartier generale a Petrovskoe;
- 9ª Divisione di Difesa Aerea Anti-missilistica Balistici, con quartier generale a Sofrino.

Le Forze Spaziali sono così divise:
- 15ª Armata delle Forze Aerospaziali, con quartier generale a Krasnoznamensk;
- 1° Cosmodromo statale del Ministero della Difesa della Federazione Russa "Pleseck"
- Arsenale delle Forze Spaziali, con quartier generale a Znamenka, Oblast' di Tambov

## Corpi militari indipendenti

### Forze Missilistiche Strategiche

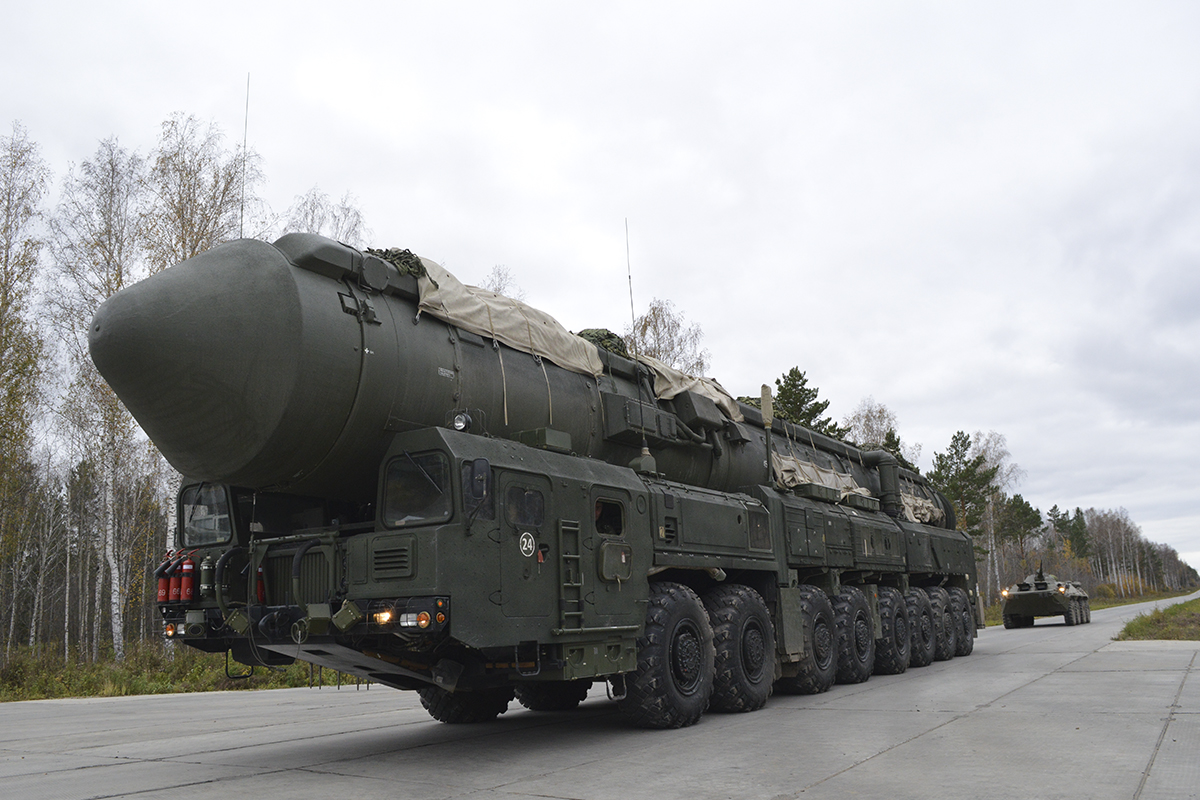
Un sistema missilistico RS-24 Yars della 39ª divisione missilistica della Guardia durante un'esercitazione nel 2017.

Le Forze missilistiche strategiche della Federazione Russa sono forze designate per l'impiego di sistemi d'arma nucleari con i quali neutralizzare le strutture militari e le infrastrutture del nemico in caso di attacco di rappresaglia, ad esse è pertanto affidata la gestione dei missili balistici intercontinentali equipaggiati di testate nucleari lanciati dalla terraferma.
Eredi delle Forze missilistiche strategiche sovietiche, esse compongono assieme all'Aviazione di lungo raggio e le unità sottomarine lanciamissili balistici della Marina militare russa la Triade nucleare della Federazione.
Lo stato delle forze missilistiche strategiche riportato più di recente (gennaio 2020) è il seguente:
- 27ª Armata missilistica della Guardia, con sede a Vladimir
- 31ª Armata missilistica della Guardia, con sede a Orenburg
- 33ª Armata missilistica della Guardia; con sede a Omsk

### Truppe Aviotrasportate

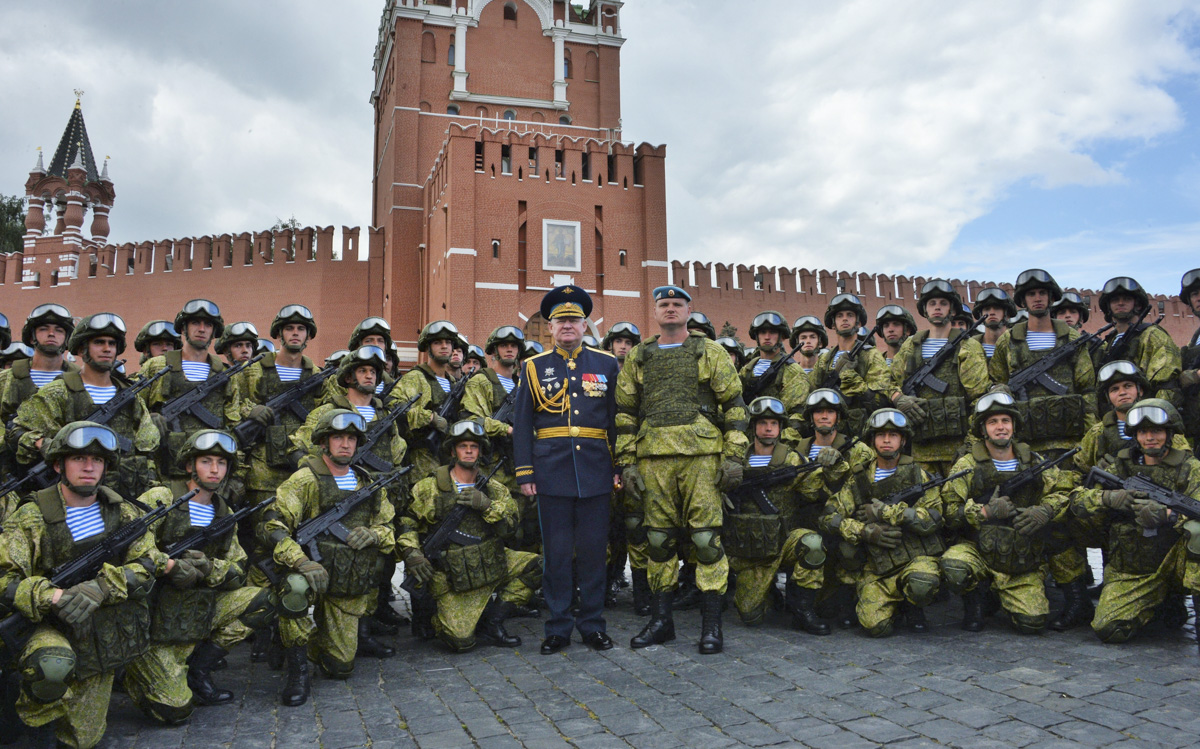
Il comandante delle forze aviotrasportate Andrej Serdjukov davanti alla Torre Spasskaja nel giorno dei paracadutisti nel 2020.

Le Truppe Aviotrasportate, o VDV, sono un corpo militare russo d'élite, in grado di effettuare una proiezione di forze meccanizzate e corazzate al di là delle linee nemiche. È l'unica forza aerotrasportata al mondo capace di paracadutare materiale cingolato, o dotato di ruote, pronto al combattimento sul campo di battaglia.
Le Truppe Aviotrasportate risultano così divise:
- 7ª Divisione d'assalto aereo da montagna delle guardie
- 76ª Divisione d'assalto aereo delle guardie "Černigov"
- 98ª Divisione aviotrasportata delle guardie "Svir-70º Anniversario della Rivoluzione d'Ottobre"
- 104ª Divisione d'assalto aereo delle guardie
- 106ª Divisione aviotrasportata delle guardie "Tula"
- 11ª Brigata d'assalto aereo delle guardie
- 83ª Brigata d'assalto aereo delle guardie
- 38ª Brigata comando e controllo delle guardie
- 45ª Brigata specnaz delle guardie

## Altri corpi
Altre corpi militari non alle dipendenze del Ministro della Difesa includono:
- L'FSB, il Servizio federale di sicurezza interna erede del KGB, (per la sicurezza esterna l'erede del KGB è l'SVR) ha alle proprie dipendenze anche la Guardia di Frontiera (Pograničnaja Služba Rossii).
- i servizio di informazione e sicurezza militare GRU.
- la Guardia Nazionale della Federazione Russa: formata sulla base delle Truppe Interne, posta alle dirette dipendenze del Presidente della Federazione e indipendente dalle forze armate.
- il Servizio di Protezione Federale
- L'Agenzia Federale di Comunicazioni ed Informazione
- i Servizi di Sicurezza presidenziali.

## Le spese militari

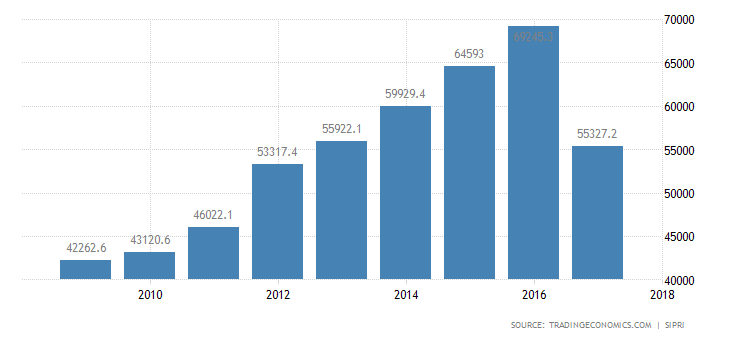
Budget ufficiale delle Forze Armate della Federazione Russa in USD (2009-2017).

Nel 2005 le spese per la difesa ammontavano a 573 miliardi di rubli, oltre il 3% del PIL. Nel 2006 la spesa è aumentata a 666 miliardi di rubli, equivalenti a circa 24,9 miliardi di dollari, mentre fonti governative hanno dichiarato una spesa di circa 32 miliardi di dollari per il 2007. Secondo diverse fonti di stampa, attualmente il governo russo ha avviato un piano di ammodernamento delle forze armate con un budget stimato in più di 200 miliardi di dollari dal 2006 fino al 2015. Dopo un'esponenziale e continuo aumento del budget delle Forze Armate della Federazione Russa tra il 2008 e il 2016, nel 2017 si è verificata una sensibile riduzione del 17% (del 20% se si tiene conto di fenomeni macroeconomici come inflazione e fluttuazione del cambio). Questa controtendenza è da attribuirsi agli effetti delle sanzioni internazionali durante la crisi ucraina e alla diminuzione del prezzo del petrolio, asset estremamente rilevante nella composizione del PIL. La Federazione Russa cede in tal modo il terzo posto nella lista degli stati per spesa militare all'Arabia Saudita. Tuttavia, sebbene il recente programma di modernizzazione decennale 2017-2027 (in sostituzione del precedente 2007-2027) preveda una sostanziale stabilità delle spese militari in rubli (19 trilioni di rubli, analogamente al decennio precedente), la svalutazione della valuta della Federazione (19 trilioni di rubli valevano circa 600 miliardi di USD all'avvio del decennio precedente, contro il cambio a circa 300 miliardi USD di quello in corso) permette di prospettare un piano decennale sicuramente meno ambizioso, concentrato nella modernizzazione di armamenti già sviluppati, nel miglioramento delle capacità di comando e controllo, nella standardizzazione di sistemi d'arma esistenti e nella ricerca e sviluppo.

## Impiego nel mondo

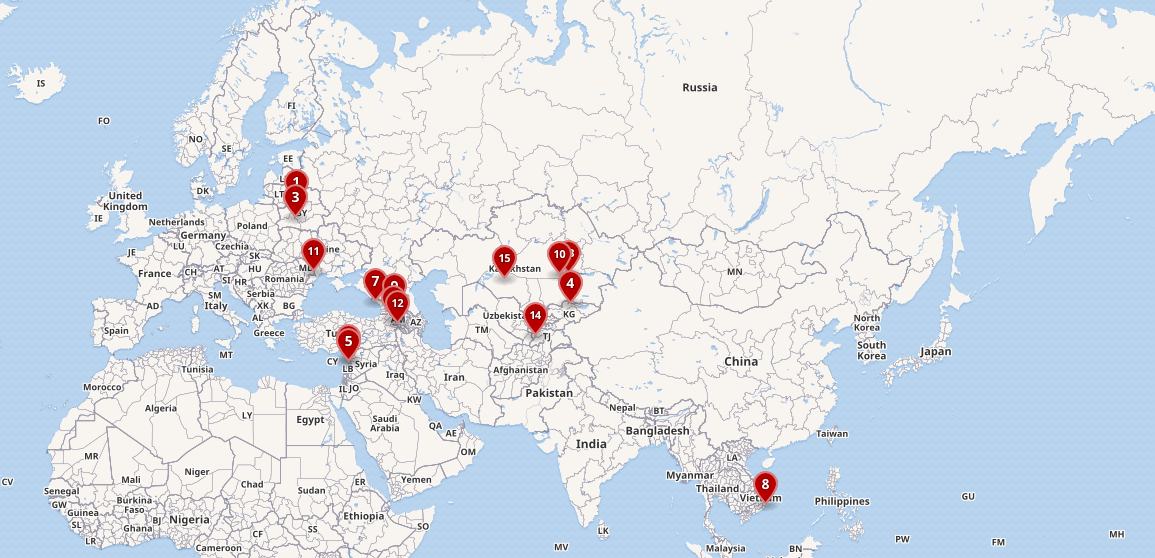
Basi militari russe al di fuori del territorio della Federazione.

Nel 2018 risultavano forze militari russe nei seguenti Paesi:
- Bielorussia - stazione radar di Hantsavichy[36], il centro di comunicazione navale di Vilejka e un centro di addestramento congiunto dell'aviazione e della difesa aerea vicino a Baranavičy[37].
- Kazakistan - Poligono militare per missili antibalistici di Sary Shaghan[38] e il cosmodromo di Bajkonur.
- Kirghizistan - Base aerea di Kant, il 338º centro di comunicazione navale e il 954º poligono di prova siluri e una stazione sismografica.
- Siria - Base navale a Tartus, Base aerea di Chmejmim, Base aerea di Tiyas e la base aerea di Shayrat.[39][40]
- Tagikistan - 201ª base militare e la stazione di sorveglianza spaziale Okno.
- Armenia - 102ª base militare a Gyumri e la 3624ª base aerea all'aeroporto Erebuni vicino a Erevan.

A cui si aggiungono questi stati non riconosciuti internazionalmente (tranne dalla Russia) dove sono presenti forze armate russe:
- Abcasia (de iure  Georgia) - 7ª base militare[41]
- Ossezia del Sud (de iure  Georgia) - 4ª base militare[41]
- Transnistria (de iure  Moldavia) - La Russia mantiene un gruppo operativo di forze nella regione separatista della Transnistria in Moldavia per scopi di mantenimento della pace e per sorvegliare un deposito di munizioni a Cobasna.[42]
- Repubblica autonoma di Crimea (de iure  Ucraina) -Base navale di Sebastopoli della flotta del Mar Nero, in Crimea, affittata dalla Russia prima dell'annessione della Crimea alla Federazione Russa nel 2014. Nel luglio 2015, il primo ministro russo Dmitry Medvedev ha affermato che la Crimea era stata completamente integrata nella Russia, quindi la base di Sebastopoli non è più classificata dalla Russia come oltremare. Tuttavia, questo è contestato, la risoluzione 68/262 dell'Assemblea generale delle Nazioni Unite ha respinto l'annessione della Crimea da parte della Russia; La Russia si è difesa affermando di sostenere l'esito del referendum sullo status della Crimea del 2014, in cui la maggioranza ha votato per ricongiungersi alla Russia.[43] Nel 2016 c'erano almeno 18 strutture militari russe in Crimea.